# Patakaharja
Patakaharja is een bestuurslaag in het regentschap Ciamis van de provincie West-Java, Indonesië. Patakaharja telt 2134 inwoners (volkstelling 2010).